# سووایا (کروشواتس)
سووایا (به صربی: Suvaja) یک منطقهٔ مسکونی در صربستان است که در کروشواتس واقع شده‌است. سووایا ۳۶۷ نفر جمعیت دارد.